# Sint Pieter (Löwen)

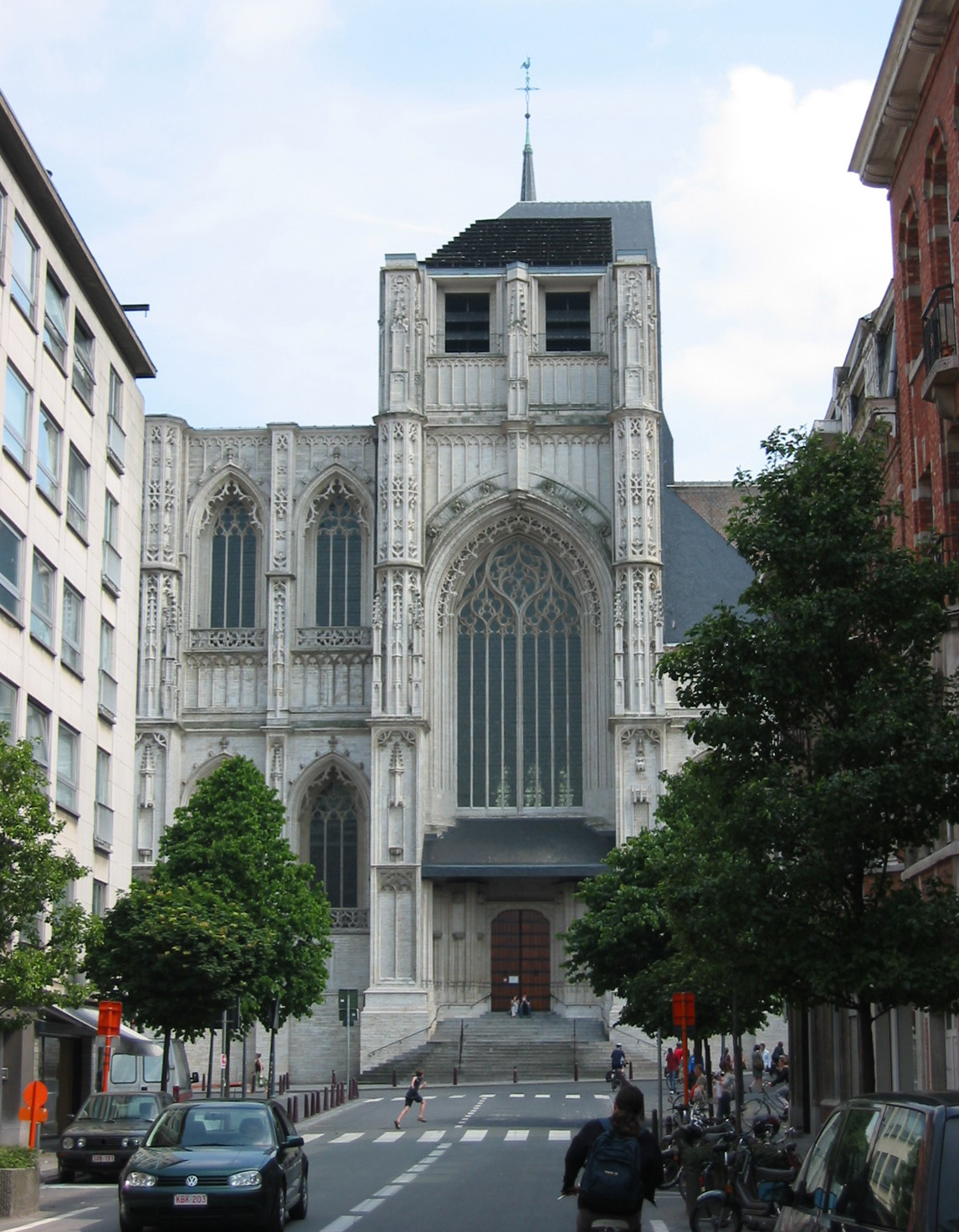
Westseite von Sint Pieter

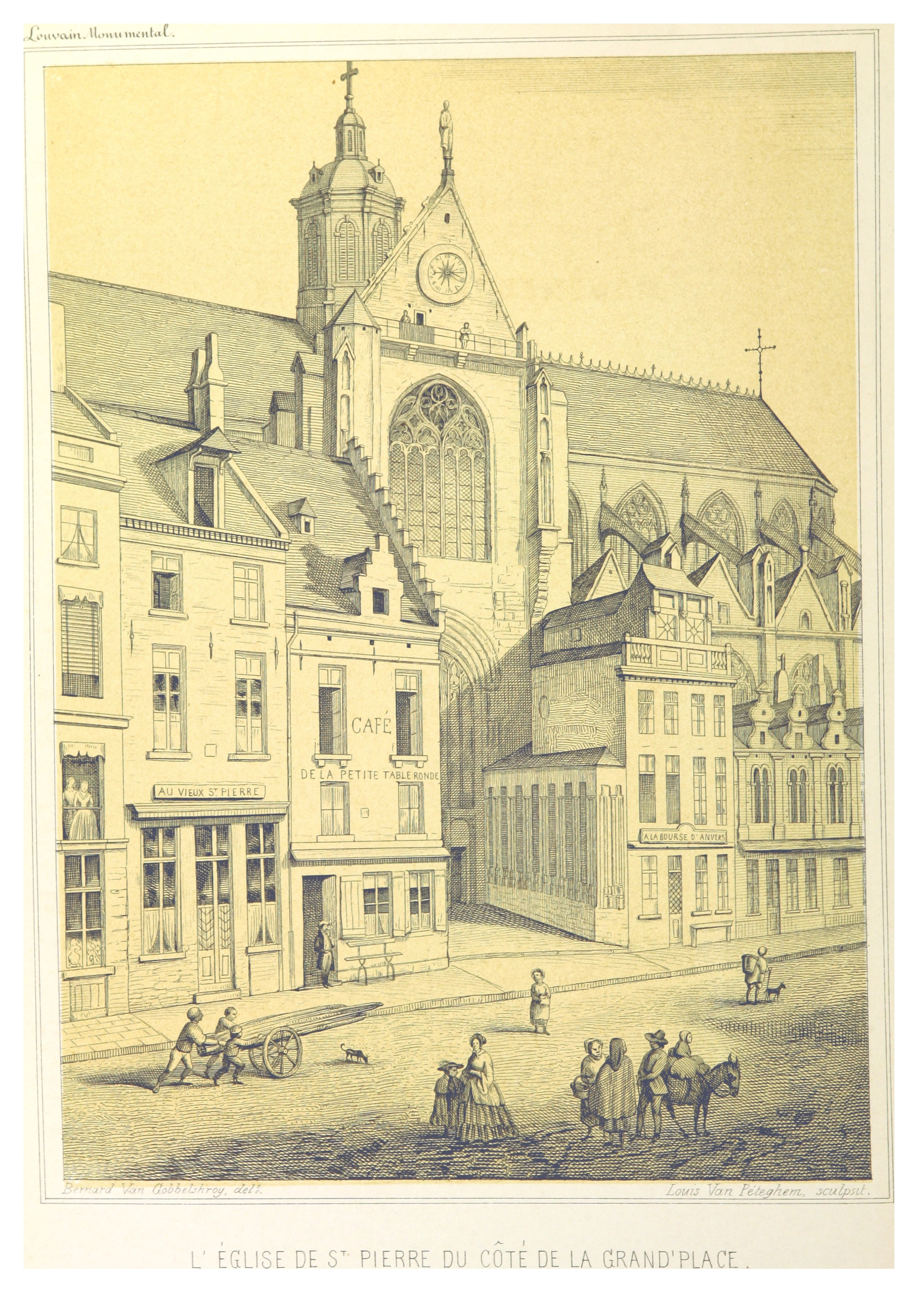
Der Zugang vom Großen Platz auf der Westseite von Sint Pieter

Die Kirche Sint Pieter (niederländisch: Collegiale Sint-Pieterskerk) in Löwen, Belgien, ist eine kreuzförmige Kirche im Stil der Brabanter Gotik. Sie liegt am Grote Markt, gegenüber dem Rathaus. Auffälligstes Kennzeichen sind ihre unvollendeten Türme.

## Geschichte

### Karolingische Holzkirche
Auf dem Platz der heutigen Sint Pieterskirche stand bereits früh eine Holzkirche, wobei das Datum der Errichtung dieser ersten Kirche von einigen Quellen bereits im 8. bis 9. Jahrhundert – dem Zeitalter der Christianisierung der Löwener Region – angesiedelt wird, von anderen Quellen jedoch erst um 986 vermutet wird. Schon diese karolingische Kirche war dem Patrozinium des Simon Petrus unterstellt, was den Löwenern den Spitznamen „Petermannen“ eintrug. Auch über das weitere Schicksal der Kirche gibt es unterschiedliche Angaben. Teilweise wird angenommen, dass die Holzkirche bereits um das Jahr 1000 durch eine steinerne romanische Kapitelkirche ersetzt wurde, nach anderen Quellen brannte die hölzerne Kirche jedoch erst 1176 nieder und wurde anschließend um das Jahr 1190 unter Gottfried III. von Löwen durch eine steinerne romanische Kirche ersetzt. Wieder anderen Quellen zufolge soll dieser Brand bereits 1130 stattgefunden haben.

### Romanische Kirche
Das nachfolgende romanische Kirchengebäude war eine dreischiffige Basilika mit sechs Jochen und einem viereckigen Chor. Wie Ausgrabungen ergeben haben, wurde sie zweimal erweitert, einmal um ein Westwerk mit drei Türmen und später um eine runde Krypta, die an den Chor angebaut wurde und auch bei späteren Umbauten erhalten blieb. Nach dem Zweiten Weltkrieg wurde sie wiederentdeckt und ist heute der Öffentlichkeit zugänglich. Besonders interessant ist die Zahlensymbolik, die im Grundriss der Kirche verwendet wurde. So bestand der Chor aus einem Quadrat von 8 mal 8 Metern. Exakt diese Zahl wiederholte sich anschließend dreimal im Schiff, denn 8 mal 8 Meter maß jedes Travéenpaar. Bei sechs Travéen war das Schiff damit auch dreimal so lang wie breit, wodurch auch hier wieder die Zahl Drei auftauchte.

### Bau der gotischen Kirche

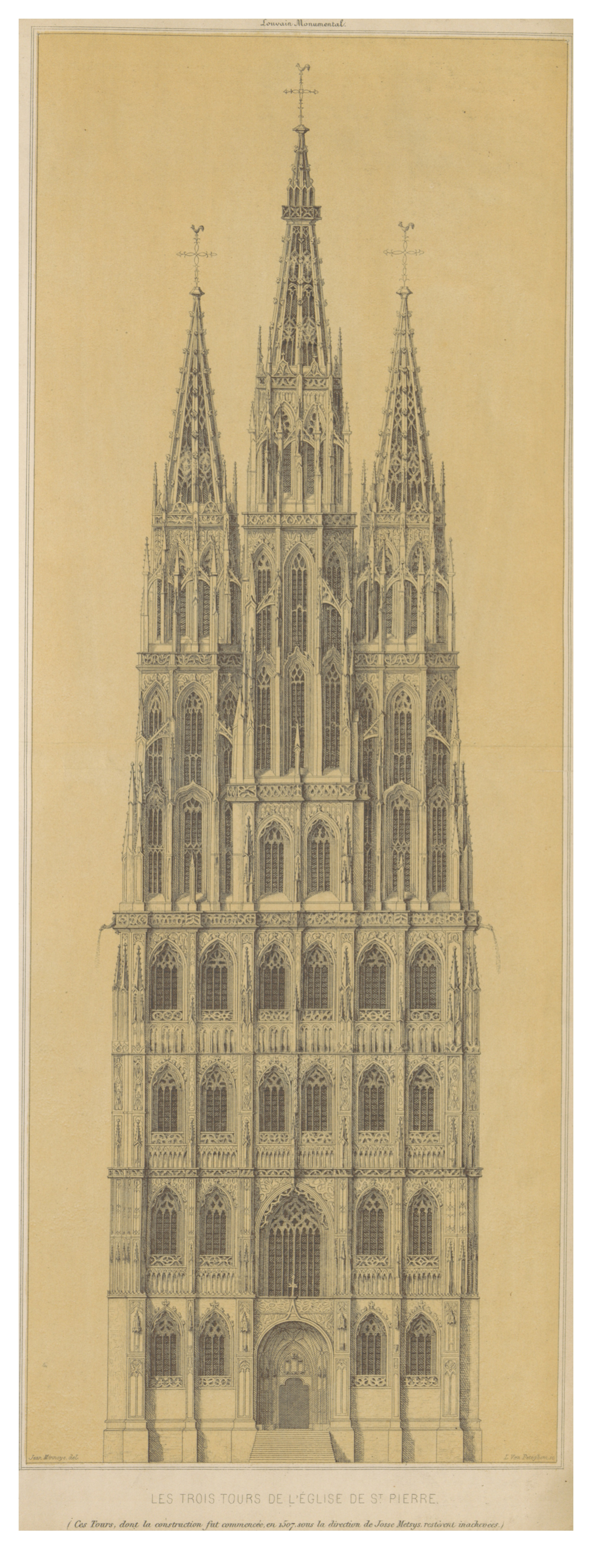
Die drei Türme (Kopie einer Planzeichnung, um 1514)

Im 15. Jahrhundert wurde die romanische Kirche von Osten nach Westen schrittweise ersetzt durch einen prachtvolleren Bau im Stile der Brabanter Gotik. Wann genau dieser Umbau begann, ist durch den Verlust der Kirchenregister unsicher, vermutet werden kann ein Baubeginn um 1400. In einem Schriftstück aus dem Jahre 1410, das heute im Löwener Stadtarchiv aufbewahrt wird, ist schon von den „neuen Arbeiten von Sint Pieter“ die Rede, in einer anderen Passage der Schrift wird von den „neuen Arbeiten am Chor“ gesprochen. Zu diesem Zeitpunkt war der Umbau also bereits in vollem Gange.
Als erster Schritt wurde dabei der gotische Chor errichtet. Da das romanische Kirchengebäude kürzer war als die heutige gotische Kirche, konnte sie in den ersten Jahren des Umbaus unangetastet bleiben, während östlich der Krypta, ohne Verbindung mit dem bereits bestehenden Gebäude, der neue Chor errichtet wurde. Der Architekt Sulpitius van Vorst, der ab 1425 mit dem Bau beauftragt war, konnte 1431 mit der Überdachung des Chores beginnen. Die Steine hierzu kamen aus Affligem und Gobertange (heute eine Teilgemeinde von Jodoigne). Wie aus Quellen hervorgeht wurde im Jahre 1441 der Hauptaltar geweiht. Der Bau des Chores scheint zu diesem Zeitpunkt also abgeschlossen gewesen zu sein.
Anschließend begann die Arbeit am Querschiff und somit der schrittweise Abbruch der romanischen Kirche. Inmitten dieser Bauphase – 1439 – starb van Vorst. Der Architekt Jan Keldermans – vormals Stadtbaumeister von Mechelen – führte bis zu seinem Tod 1445 die Arbeit am Querschiff fort. Es war anschließend der brabanter Architekt Matheus de Layens, der das Querschiff und einen Teil des Langhauses vollendete, wobei die Steine nun unter anderem aus Leefdaal (heute Teilgemeinde von Bertem) angeliefert wurden. Während bereits an den drei östlichen Travéen gearbeitet wurde, stand an der Stelle der zwei westlichen Travéen noch das romanische Westwerk. Dieses war 1458 durch einen Brand beschädigt worden. Offensichtlich sollte das Gebäude jedoch vorerst als Stadtturm bewahrt werden, denn 1464 wurde es neu überdacht.
1483 starb de Layens. Ihm folgten die Architekten Jan de Mesmaeker (1483–1490), Hendrik Van Evergem (1490–1492) und Mathijs Keldermans (1492–1495) in der Arbeit am Kirchengebäude nach. 1495 übernahm Alard Duhamel den Umbau der Sint Pieterskirche. Er hatte zuvor die Arbeiten an der St.-Johannes-Kathedrale in ’s-Hertogenbosch geleitet. In Löwen begann er 1497 mit dem Bau eines großen – bis heute unvollendeten – Portals auf den Grote Markt. 1499, ca. 100 Jahre nach Beginn des Umbaus, wurde der letzte Teil der romanischen Kirche, nämlich das mittelalterliche Westwerk, abgerissen. Dies schuf Platz für den Bau der beiden letzten verbleibenden Travéen. Nachdem Alard Duhamel den Bau 1502 verlassen hatte, übernahm der neue Löwener Stadtbaumeister Mathijs Keldermans – vermutlich ein Sohn des bereits genannten gleichnamigen Architekten – die Aufsicht über den Bau. Er vollendete die zwei westlichen Travéen und schloss die Arbeiten am Kirchengebäude vermutlich um das Jahr 1518 ab.
Inzwischen war auch mit dem Bau der Türme unter der Leitung des Architekten Joost Massys – Bruder des Malers Quentin Massys – begonnen worden. Seine Pläne aus dem Jahr 1505 beinhalteten drei Türme, von denen der mittlere ca. 165 m hoch werden sollte, die beiden äußeren je 136 m. Im Jahre 1507 wurde mit dem Bau der Türme begonnen. Nach zahlreichen Schwierigkeiten ließ Massys 1524 eine Maquette anfertigen, so dass die Türme auch nach seinem Tod präzise nach seinen Vorstellungen gebaut werden könnten. 1530 starb Massys. 1541 wurde der Weiterbau der Türme wegen ungünstiger Bodenverhältnisse und schlecht ausgearbeiteter Baupläne gestoppt. Nicht einmal die Hälfte der vorgesehenen Höhe war erreicht worden. Außerdem ließ die Stabilität der Konstruktion, die bereits zahlreiche Risse aufwies, stark zu wünschen übrig. Eine 1569 eingesetzte Kommission empfahl dringend die Vornahme von Stabilisierungsarbeiten. Doch schon 1570 stürzte ein Teil der Türme ein. Auch weitere Einstürze in den Jahren 1572 und 1603 konnten nicht verhindert werden. Da dadurch auch umstehende Häuser getroffen wurden, beschloss man 1613 den obersten Teil des Turms abzubrechen. Trotzdem war selbst im Jahre 1776 noch ein weiterer Einsturz zu verzeichnen, der selbst Verletzte hinterließ. Wie die Türme ursprünglich hätten aussehen sollen, lässt sich im Inneren des Kirchengebäudes an der dort ausgestellten Maquette von Joost Massys ablesen, die die eigentlichen Pläne für die oberen Teile der Türme dokumentiert.

### Französische Revolution
Die Sint Pieterskirche litt schwer unter der Französischen Revolution. Am 14. November 1797 wurde sie durch das Militär geschlossen. Man plante, den Grote Markt zu vergrößern und die Kirche abzureißen. Auch wenn dieses Vorhaben letztendlich abgewendet werden konnte, so büßte die Kirche durch Plünderungen doch einen großen Teil ihrer Kunstschätze ein und verlor darüber hinaus bis auf ein kleines erhaltenes Fragment in der westlichsten Kapelle des südlichen Seitenschiffes jedes ihrer reichverzierten Kirchenfenster. 1800 wurde die Kirche durch drei Priester, die den Republikanischen Eid geschworen hatten, wiedereröffnet. Der Erzbischof von Mechelen erklärte Sint Pieter nach 1802 zur Hauptkirche von Löwen.

### Die zwei Weltkriege

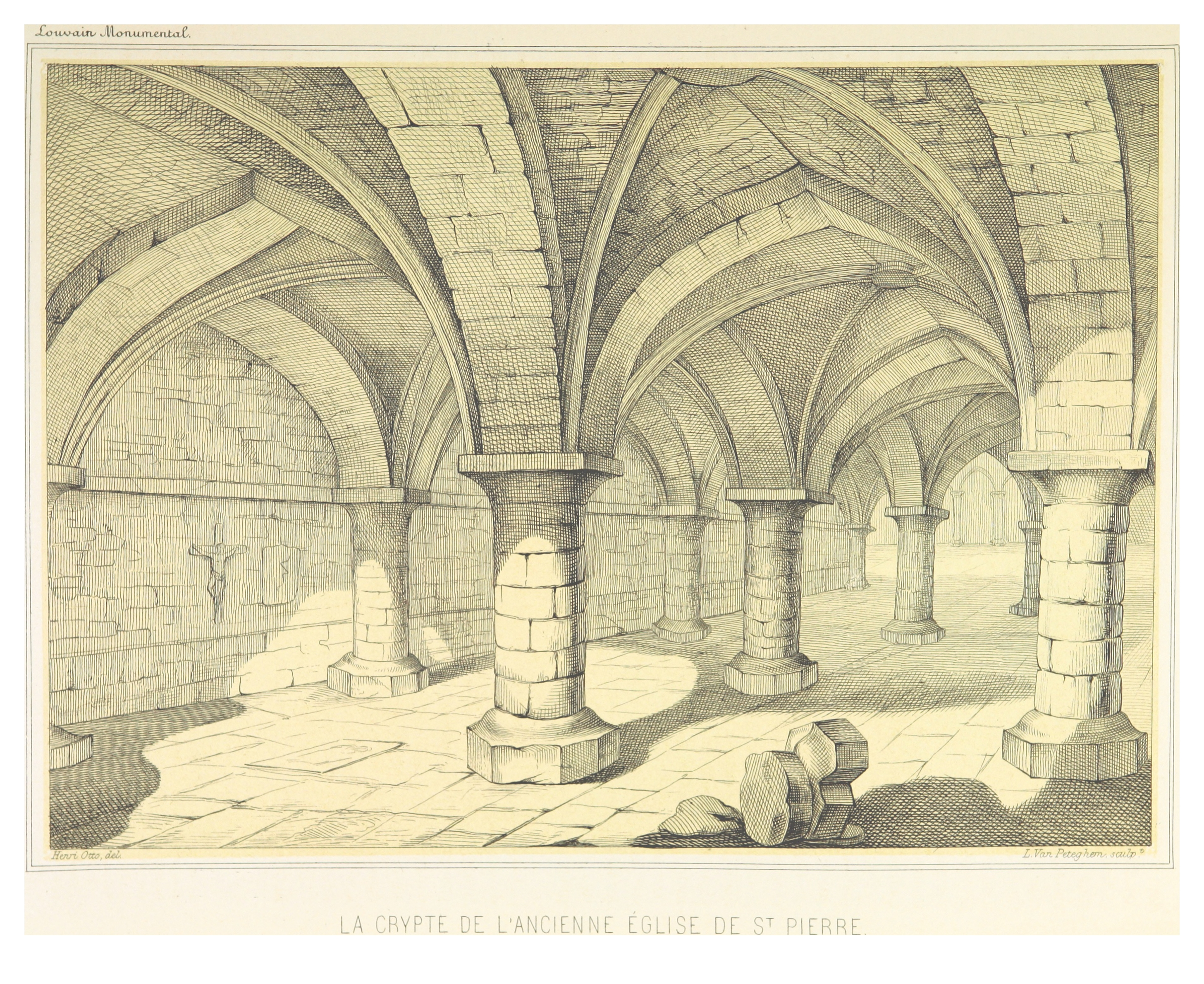
Die Krypta (um 1850)

Im Ersten Weltkrieg litt die Kirche schwer unter einem Brand während der Zerstörung Löwens, der ihr Dach vernichtete und dem viele Kirchenschätze zum Opfer fielen. Darüber hinaus wurden die Seitenkapellen systematisch in Brand gesteckt, was zahlreiche Kunstwerke und Altäre vernichtete. Eine kleine Anzahl von Seitenkapellen im linken Seitenschiff blieb nur deshalb erhalten, weil die brandstiftenden Soldaten durch die auf die Erde krachenden Glocken vertrieben wurden. Die Stelle, an der die Brandstiftungen endeten, lässt sich noch heute an der verrußten Balustrade der zweiten Seitenkapelle des linken Seitenschiffs erkennen.
Auch der Zweite Weltkrieg hinterließ seine Spuren an dem Gebäude. Bei einem Bombenangriff wurde der komplette nördliche Arm des Querschiffs zerstört und damit auch die berühmte Orgel, die im 16. Jahrhundert von Jean Crinon aus Mons gebaut worden war. Das berühmte Standbild Sedes Sapientiae wurde in kleine Stücke zerrissen und musste in den nachfolgenden Jahren kunstfertig aus den winzigen Fragmenten rekonstruiert werden.

## Architektur

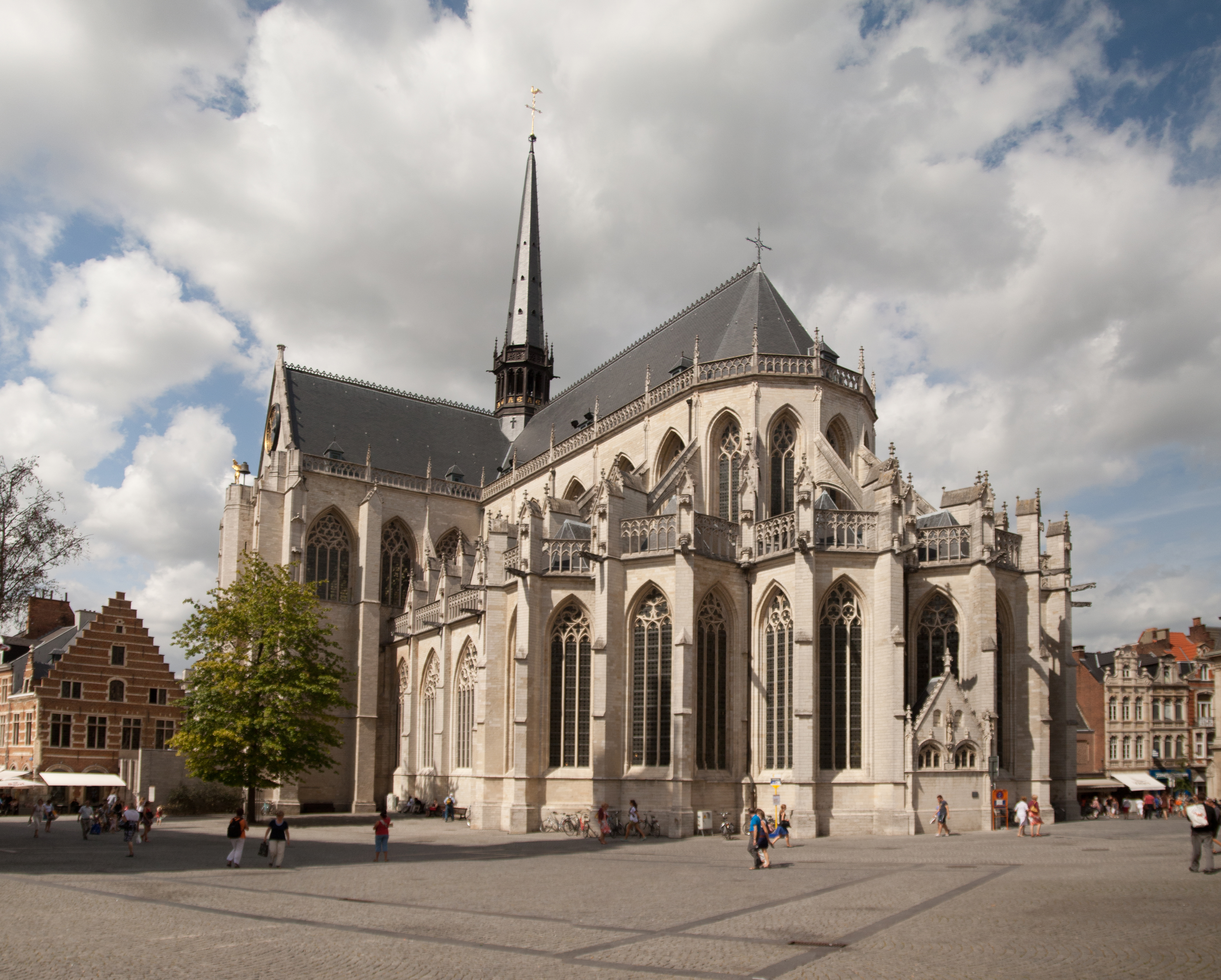
Chor und südliches Querschiff

Die Sint Pieterskirche ist ein imposantes Gebäude, das aber trotzdem wegen des Fehlens eines Kirchturms in der Silhouette der Stadt nicht hervorsticht. Sie wurde großteils aus Lediaansandstein erbaut. Bei neueren Restaurierungen wurde aber dem robusteren Massangisstein, einem Kalkstein aus der französischen Gemeinde Massangis der Vorzug gegeben.
Das Kirchengebäude ist 93 m lang und 27 m breit. Der Grundriss umfasst den dreiteiligen Turm, das dreischiffige Langhaus mit fünf Jochen und zahlreichen Seitenkapellen, das Querschiff und den Chor mit einer siebenseitigen Apsis und einem Chorumgang mit sieben Kapellen, sowie einen Kapitelsaal und die Sakristei in der Ecke zwischen Chor und nördlichem Querschiffarm.
Das Satteldach des Mittelschiffes ist mit Dachkapellen besetzt und über den First läuft ein schmiedeeisernes Gitter. Die oktogonale Laterne auf der Vierung stammt aus dem Jahr 1726.

## Ausstattung
Der Innenraum der Kirche ist eher schlicht gehalten. Besonders sehenswert sind hier der spätgotische Lettner, die Kalvariengruppe, die spätbarocke Kanzel, und die Marienstatue „Sedes Sapientiae“.

### Lettner

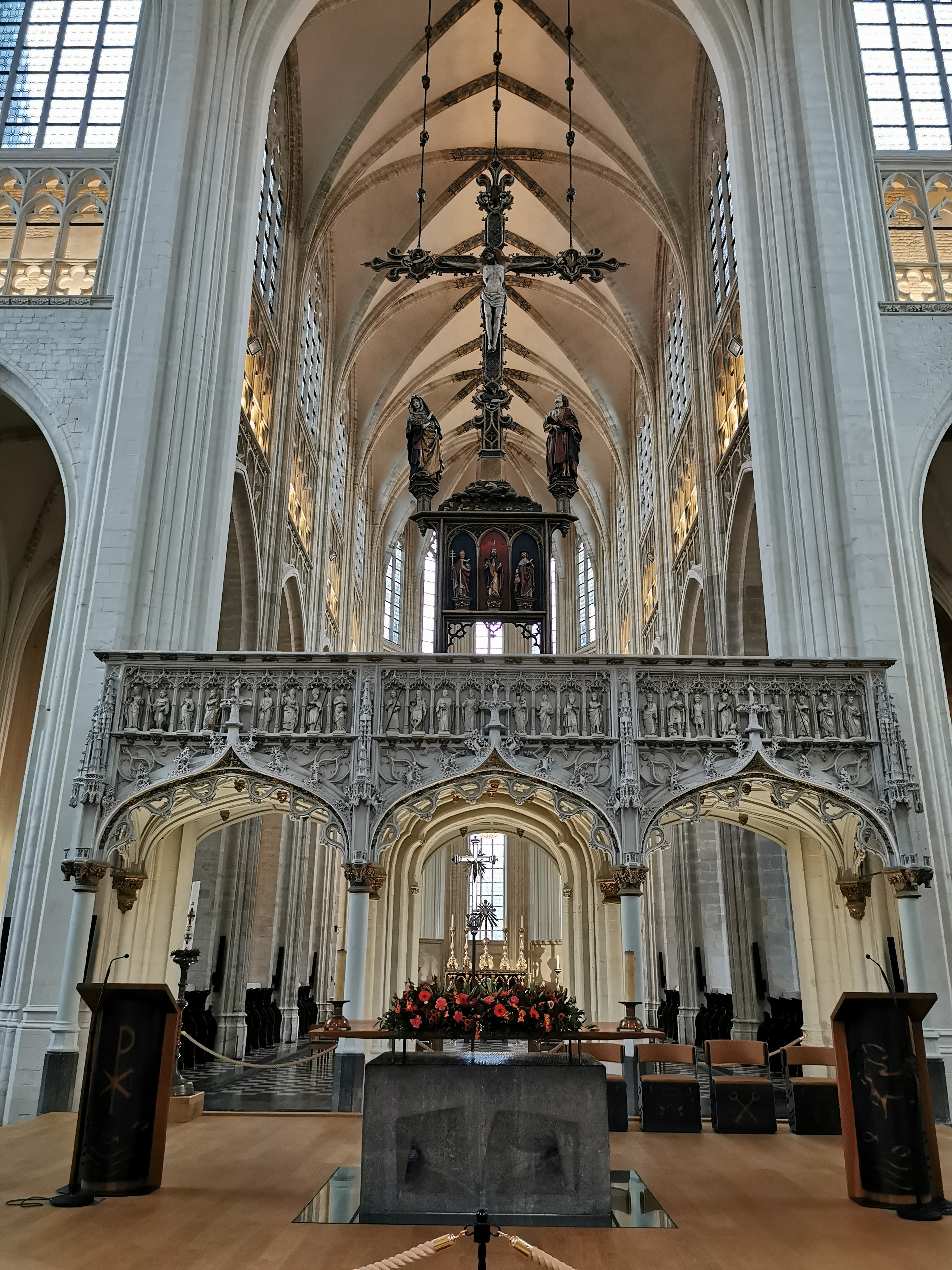
Der gotische Lettner

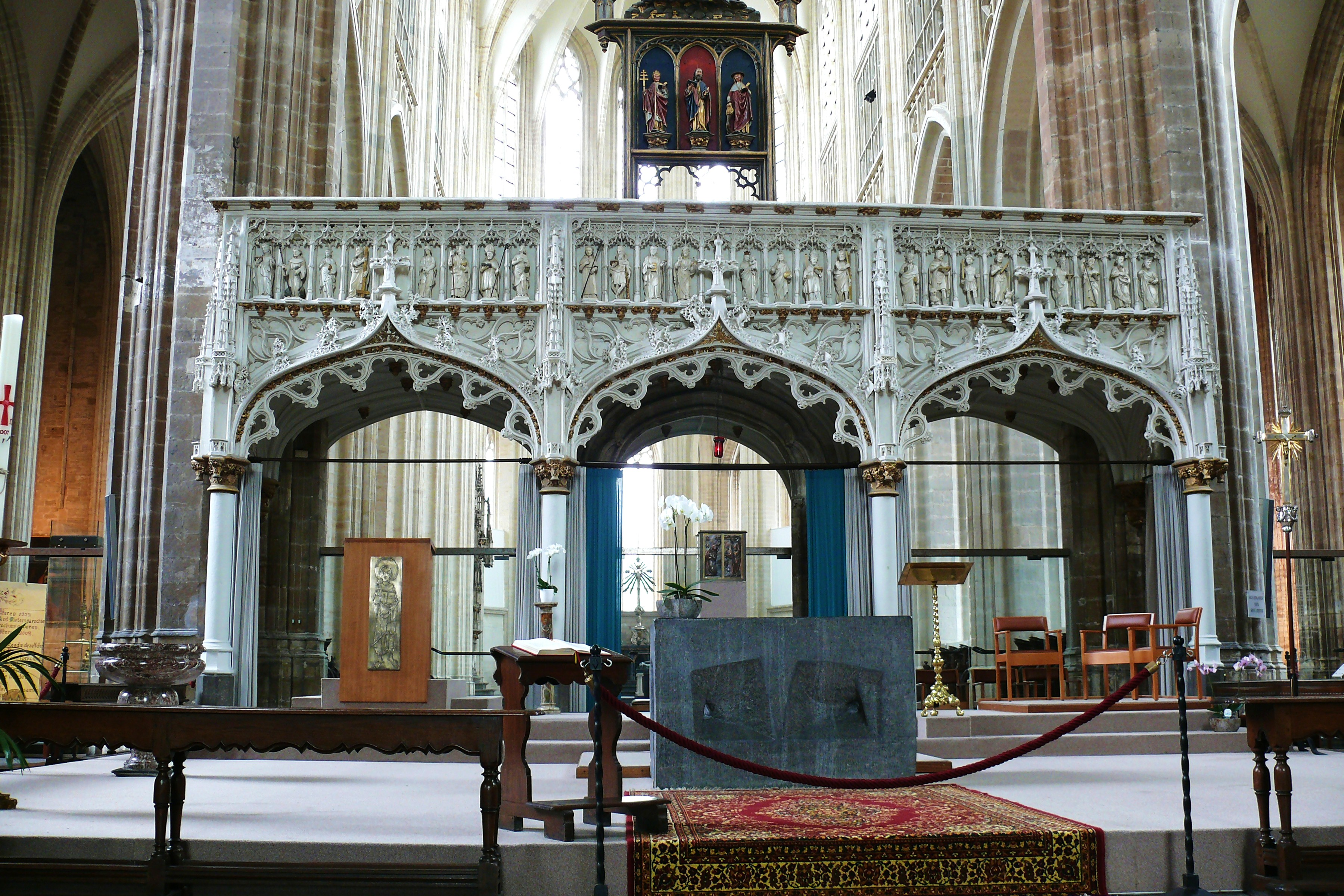
Der gotische Lettner in der Sint Pieterskerk

Der spätgotische Lettner ist eines der beeindruckendsten Kunstwerke im Inneren der Sint Pieterskirche. Er wurde zwischen 1488 und 1490 gefertigt und ist damit der älteste Lettner Belgiens. Unklarheit herrscht über den Entwerfer des Lettners. Entsprechend der damaligen Praxis wird es aber vermutlich der Architekt gewesen, der zu diesem Zeitpunkt die Bauaufsicht über den kompletten Kirchenbau innehatte, deshalb wird der Lettner meistens Jan de Mesmaeker zugeschrieben, der von 1483 bis 1490 den Bau der Sint Pieterskirche leitete. Vom Stil her erinnert der Lettner an die filigrane Bauweise Matheus de Layens, wie sie am Rathaus gesehen werden kann.
Der Lettner hat die Form einer rechteckigen Tribüne mit einem überwölbten Untergeschoss, dessen Vorderseite durch drei gedrungene Spitzbögen nach vorne hin geöffnet ist. Die Spitzbögen ruhen auf schlanken Säulen, die mit ihren achteckigen Fußstücken und Kohlblattkapitellen typisch für die Brabanter Gotik sind. Über den Bögen befinden sich 18 Nischen, die 1833 mit Figuren von Aposteln, Evangelisten und Heiligen ausgestattet wurden. Die Rückseite des Lettners ist vergleichsweise schlicht gehalten, der untere Teil ist vollkommen ohne Verzierungen, da hier früher das Chorgestühl anschloss. Darüber befindet sich eine einzelne Reihe von Nischen. Ursprünglich war die Rückseite zum Chorgestühl hin geschlossen, erst 1833 wurde sie geöffnet.

### Kreuzigungsgruppe
Die Kreuzigungsgruppe befindet sich oberhalb des Lettners. Sie datiert vermutlich aus dem Jahr 1490, ist also um dieselbe Zeit entstanden wie der Lettner. Die lebensgroßen Figuren von Jesus am Kreuz, Maria und Johannes wurden aus Eichenholz gefertigt und weisen noch Reste der ursprünglichen Polychromie auf. Die meisterhafte anatomische Genauigkeit und die Ausführung der Gewänder deuten darauf hin, dass die Kalvariengruppe das Werk keines unbedeutenden Künstlers ist. Überwiegend wird heute Jan Borreman der Ältere als Urheber angenommen. Er war auch an der Ausführung des Lettners beteiligt.

### Kanzel
Die imposante Kanzel wurde 1742 vom Brüsseler Künstler Jacques Bergé für die Prämonstratenserabtei in Ninove angefertigt. Nachdem die ursprüngliche Kanzel von Sint Pieter während der französischen Besatzung abhandengekommen war, wurde nach der Wiedereröffnung der Kirche Anfang des 19. Jahrhunderts die heutige Kanzel angeschafft. Sie ist ein typisches Beispiel für die reichverzierten Kanzeln des Barocks der Südlichen Niederlande. Aus Eichenholz geschnitzt, stellt sie einen Felsen und zwei hohe Palmen dar, zwischen denen zahlreiche Tiere und Engel angeordnet sind. Vor dem Felsen befindet sich eine Statue des heiligen Norbert von Xanten, wie er vom Blitz getroffen vom Pferd stürzt und sich zum Christentum bekehrt. An der Rückseite befindet sich die sitzende Figur des heiligen Petrus. Ursprünglich stellte die Figur den heiligen Augustinus dar, der dort für die Prämonstratenser angebracht worden war. Nachdem die Kanzel in die Sint Pieterskirche verbracht worden war, musste sie an das Patrozinium angepasst werden und die Figur des heiligen Augustinus wurde durch Hinzufügen eines Schlüssels und eines Hahns als Petrus kenntlich gemacht. Der Schlüssel und einige Finger der Statue wurden allerdings später gestohlen.

### Sedes Sapientiae

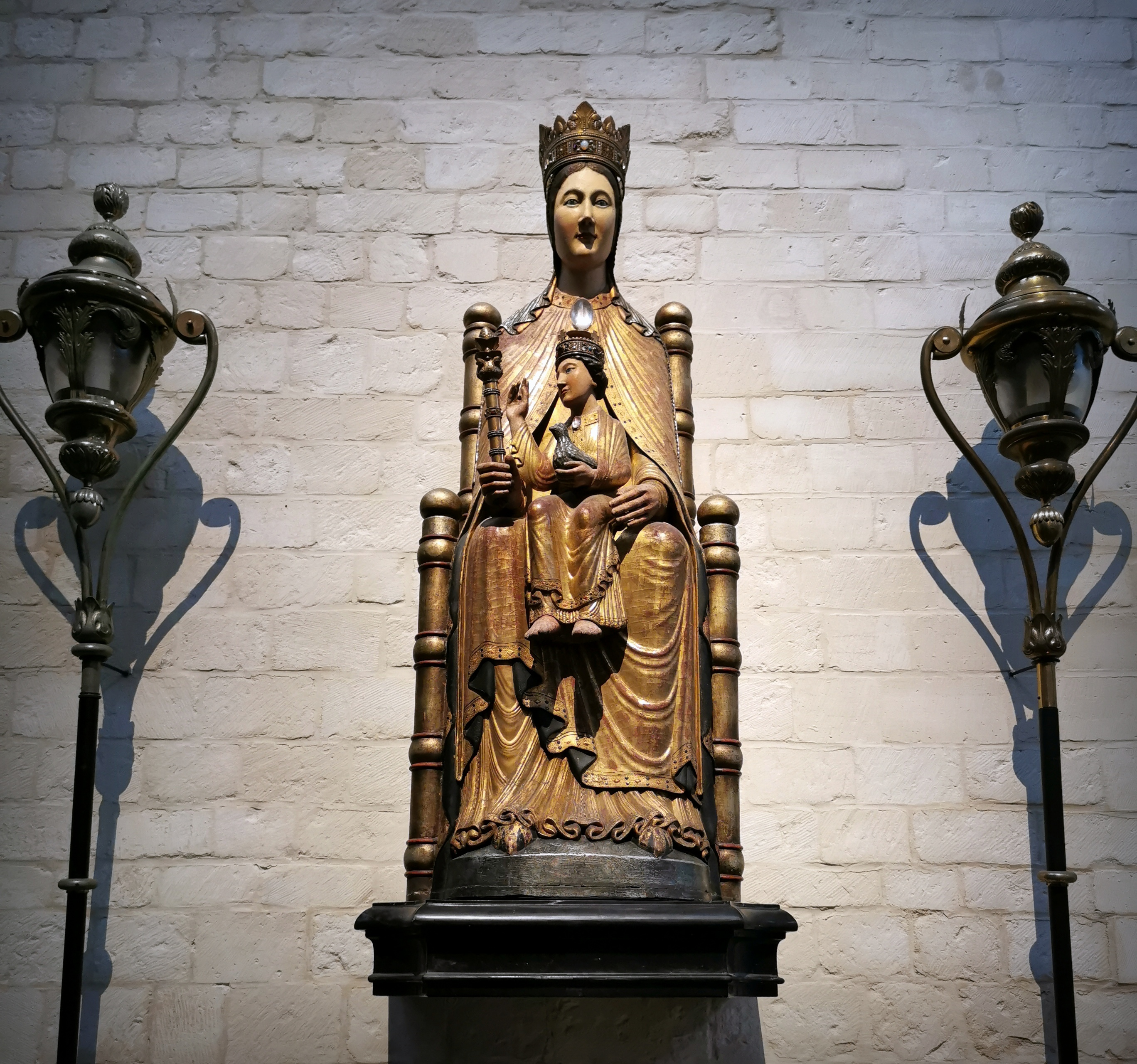
Sedes sapientiae, Leuven

Die Statue der Maria Sedes sapientiae wurde im Jahre 1442 vom Brüsseler Künstler Nicolaas de Bruyne nach einem älteren romanischen Original aus Lindenholz angefertigt. Sie stellt Maria dar, die auf einem Thron sitzt und auf ihrem Schoß das Jesuskind hält, das – leicht seitlich gewandt – mit einer Hand die Gläubigen segnet. Stilistisch scheint das Werk eher der Romanik zuzugehören, doch an der feinen Ausführung der Gesichter wird das spätere Entstehen deutlich. Bis Mai 1944 stand die Statue im nördlichen Arm des Querschiffes und wurde dort durch den Einschlag einer Bombe, die den kompletten Gebäudeteil zerstörte, vernichtet. Nach dem Zweiten Weltkrieg wurde sie vom Löwener Künstler Jos Van Uytvanck aus den verschiedenen Fragmenten wieder zusammengesetzt und restauriert.
Seit 1909 ist die Sedes Sapientiae das Emblem der Katholischen Universität Löwen – also heute der Katholieke Universiteit Leuven und der Université catholique de Louvain. Sie taucht daher in allen offiziellen Dokumenten der Universität auf und jedes akademische Jahr wird in Löwen mit einer Messe in der Sint Pieterskirche begonnen.

### Sonstiges

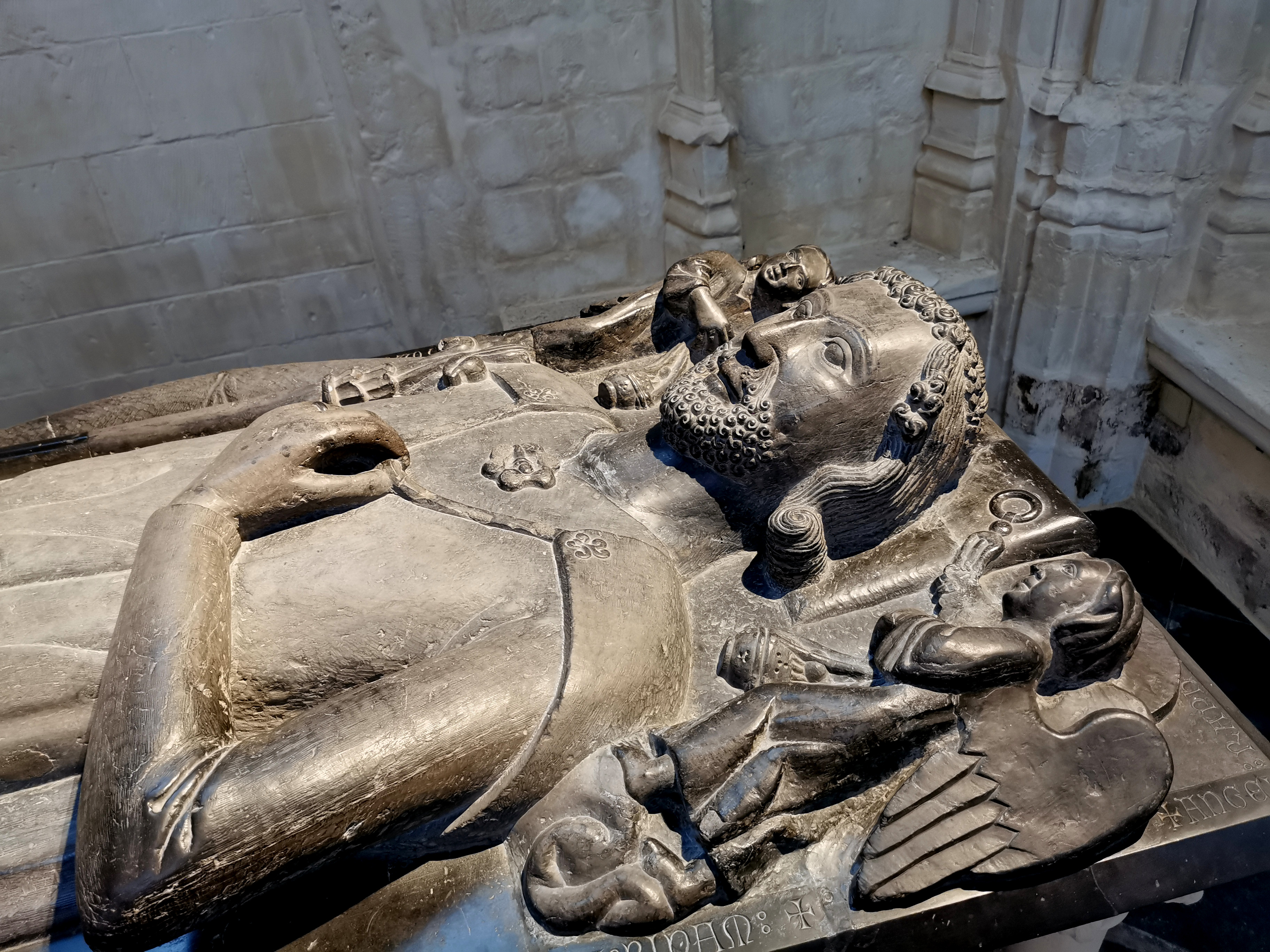
Heinrich I. von Brabant

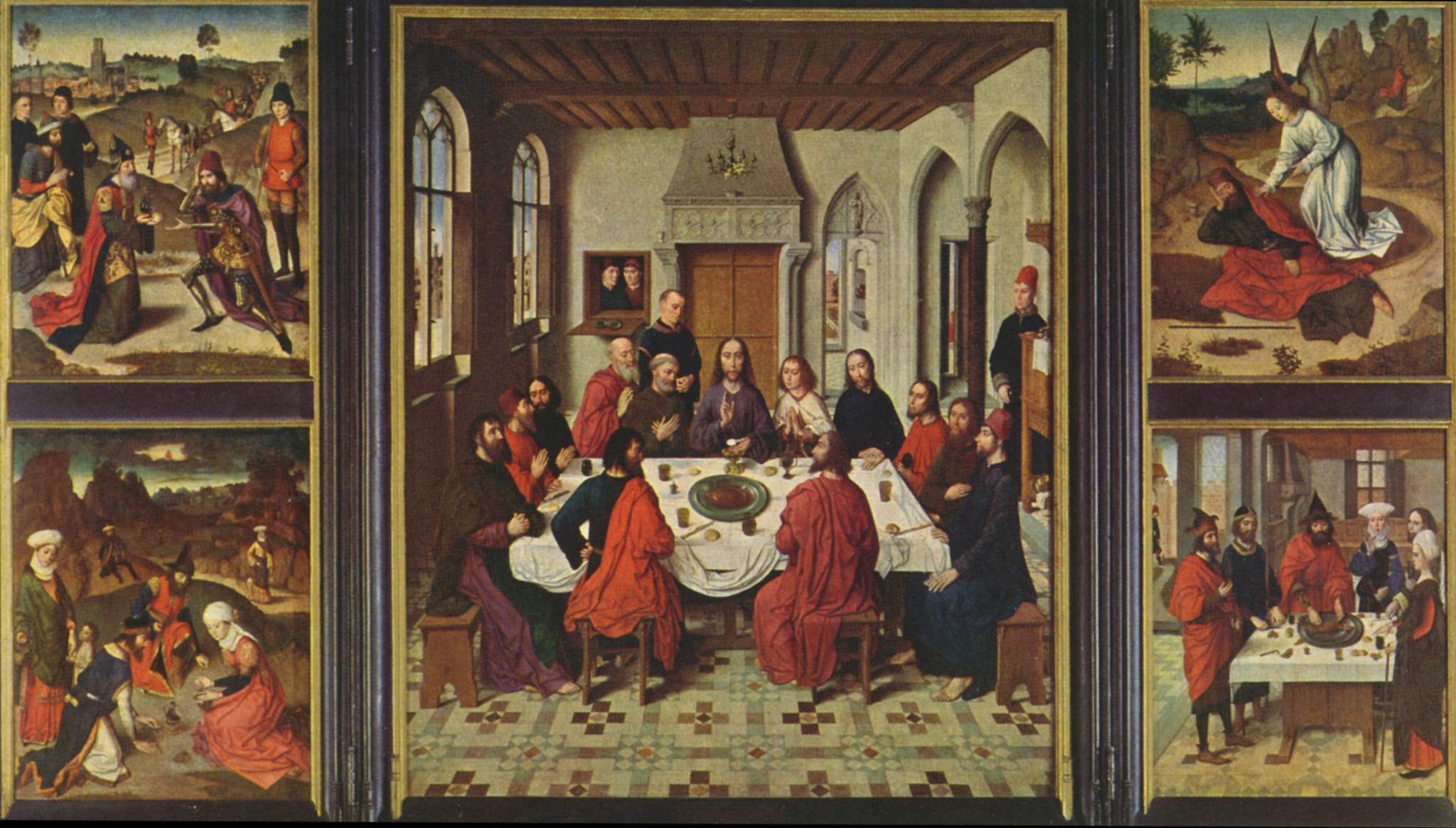
Abendmahlsaltar (Dirk Bouts)

Im Chorraum befindet sich die Schatzkammer der Kirche, die zahlreiche Kostbarkeiten versammelt. Darunter sind zwei Werke von Dierick Bouts – die Triptychen „Das letzte Abendmahl“ und „Das Martyrium des heiligen Erasmus“ sowie ein Sakramentshaus von Matheus de Layens aus dem 15. Jahrhundert.
In der Sint Pieterskirche befinden sich die Grabmale von Heinrich I. von Brabant, seiner Frau Mathilde von Boulogne und ihrer Tochter Maria von Brabant.
Der moderne Altar wurde gestiftet von Überlebenden der Konzentrationslager des Zweiten Weltkriegs.
In der westlichsten Seitenkapelle des südlichen Seitenschiffes hängt eine Kopie des Gemäldes „Carolus Borromäus bei den Pestkranken von Mailand“ von Gaspar de Crayer. Das Original war während der französischen Besatzung entwendet worden und befindet sich noch heute in einem Museum in Nancy. Eine Kopie aus dem 19. Jahrhundert verbrannte während des Ersten Weltkriegs. Die heute hier ausgestellte dritte Kopie wurde der Kirche von der Stadt Nancy nach dem Ersten Weltkrieg geschenkt.
Ein Adlerlesepult aus der Zeit um 1500 wurde 1798 verkauft und befindet sich heute im New Yorker Metropolitan Museum of Art (Inv. Nr. 68.8). Es wird der Werkstatt des Maastrichter Metallgießers Aert van Tricht zugeschrieben.

## Orgel

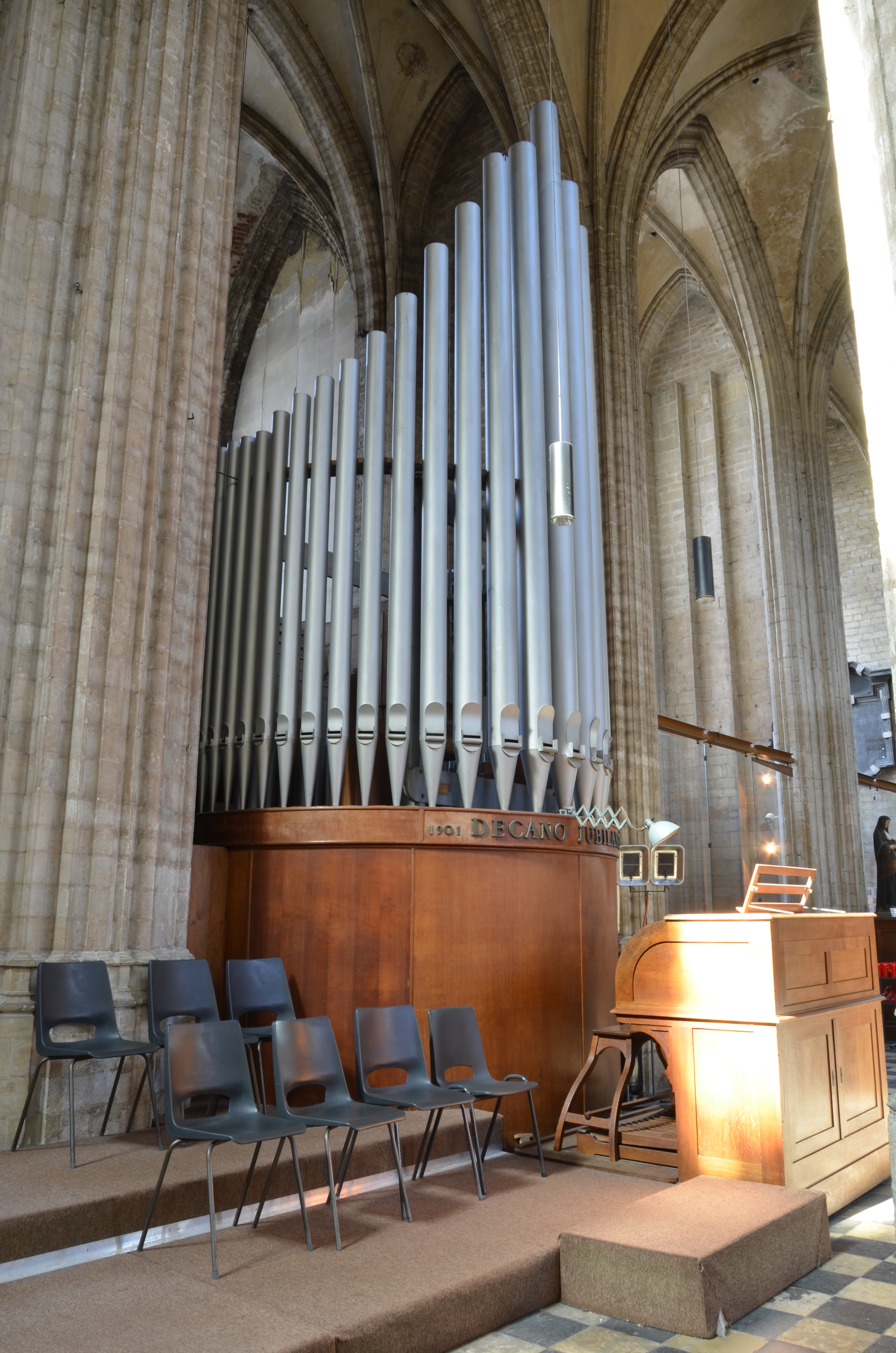
Blick auf die Orgel

Die Orgel wurde 1935 von dem Orgelbauer Maurice Delmotte (Doornik) für den Pavillon „van het Katholieke leven“ der Brüsseler Weltausstellung erbaut und befand sich nach Ende der Weltausstellung zunächst im Privatbesitz des Belgischen Prinzen Karel (Oostende). 1951 wurde das Instrument von der Kirchengemeinde der Sint-Pieterskerk angekauft und in der Kirche aufgestellt. Das Instrument hatte zunächst 30 Register auf drei Manualen und Pedal. 2019/2020 wurde das Instrument von der Orgelbaufirma Verschueren Orgelbouw (Ittervoort) restauriert und um zwei Register erweitert; das Zungenregister Trompette 16' im Pedal wurde durch eine Bombarde 16' ausgetauscht. Die Orgel hat heute 32 Register (darunter 4 Transmissionen) auf drei Manualwerken und Pedal.
| I Grand Orgue C–c4 |                    |     |
| 1.                 | Bourdon            | 16′ |
| 2.                 | Montre             | 08′ |
| 3.                 | Flûte harmonique 0 | 08′ |
| 4.                 | Prestant           | 04′ |

| II Positif expressif C–c4 |                   |    |
| 5.                        | Flûte             | 8′ |
| 6.                        | Salicional        | 8′ |
| 7.                        | Flûte             | 4′ |
| 8.                        | Fourniture III    |    |
| 9.                        | Basson-Hautbois 0 | 8′ |
| 10.                       | Cromorne          | 8′ |
|                           | Trémolo           |    |

| III Récit expressif C–c4 |                      |         |
| 11.                      | Diapason             | 08′     |
| 12.                      | Bourdon              | 08′     |
| 13.                      | Gambe                | 08′     |
| 14.                      | Voix Céleste (ab c0) | 08′     |
| 15.                      | Flûte                | 04′     |
| 16.                      | Quinte               | 02 ⁄3′  |
| 17.                      | Octave               | 02′     |
| 18.                      | Tierce               | 01 3⁄5′ |
| 19.                      | Cornet V             | 08′     |
| 20.                      | Trompette            | 16′     |
| 21.                      | Trompette            | 08′     |
| 22.                      | Voix Humaine         | 08′     |
| 23.                      | Clairon              | 04′     |
|                          | Trémolo              |         |

| Pédale C–g1 |                      |       |        |
| 24.         | Soubasse 0           | 32′ 0 | (2020) |
| 25.         | Flûte 0              | 16′   | (2020) |
| 26.         | Contrebasse 0        | 16′   |        |
| 27.         | Soubasse (= Nr. 1)   | 16′   |        |
| 28.         | Flûte (= Nr. 3)      | 08′   |        |
| 29.         | Flûte                | 04′   |        |
| 30.         | Bombarde             | 16′   | (2020) |
| 31.         | Trompette (= Nr. 21) | 08′   |        |
| 32.         | Clairon (= Nr. 23)   | 04′   |        |

- Koppeln:
  - Normalkoppeln: II/I, III/I, III/II, I/P, II/P, III/P
  - Suboktavkoppeln: II/I, II/II, III/I, III/III
  - Superoktavkoppeln: I/I, II/I, II/II, III/I, III/III, I/P, III/P
- Spielhilfen: Registercrescendo, Setzeranlage, zwei freie Kombinationen